# Air One Nine
Air One Nine – libijska czarterowa linia lotnicza z siedzibą w Trypolisie.

## Flota
Flota Air One Nine
- 2 Douglas DC-9-32 (obsługiwane przez Global Aviation Operations)